# Мандемакерс
Стадіон Мандемакерс — домашній спортивний майданчик футбольного клубу Валвейк у нідерландському місті Валвейк, провінція Північний Брабант. Футбольний стадіон було відкрито 15. Відкритий вересень 1996 року. З 7500 глядацькими місцями він є найменшим серед стадіонів клубів Ередивізії в сезоні2020/21.

## Історія
З 1940 по 1996 рік Ваалвейк грав на старому стадіоні «Олімпія Спортпарк». Цей стадіон не користувався великою популярністю і через свій поганий стан називався «велосипедним сараєм».
Останній матч на стадіоні відбувся 5 травня 1996 року між командами «Ваалвейк» та «Фортуна» (Сіттард). Після цього розпочалися роботи над новим «Олімпія Спортпарк» і вже через чотири місяці новий стадіон на 6 200 місць був готовий. Глядачі розміщувалися на чотирьох трибунах. Стадіон не був обнесений ровом, як це було заплановано спочатку; цьому завадив надто високий рівень ґрунтових вод. Прожектори були взяті зі стадіону NAC команди НАК Бреда, яка також побудувала новий стадіон.
Першим офіційним матчем став матч «Ваалвейк» — «Рода» 15 вересня 1996 року, який закінчив з рахунком 0–2
Пізніше між чотирма трибунами були побудовані секції трибун, тож тепер стадіон не має відкритих кутів. Відтоді стадіон «Мандемейкерс» вміщує близько 7 500 глядачів. З 2014 року тут було поле зі штучним покриттям, але влітку 2019 року його знову переклали на натуральну траву.
Стадіон продовжував мати назву «Олімпія Спортпарк» до 1999 року. В 1999 році його перейменували та дали нинішню назву — на честь його головного спонсора, голландської компанії виробника кухонь, сантехніки та меблів «Mandemakers Group».

## Галерея

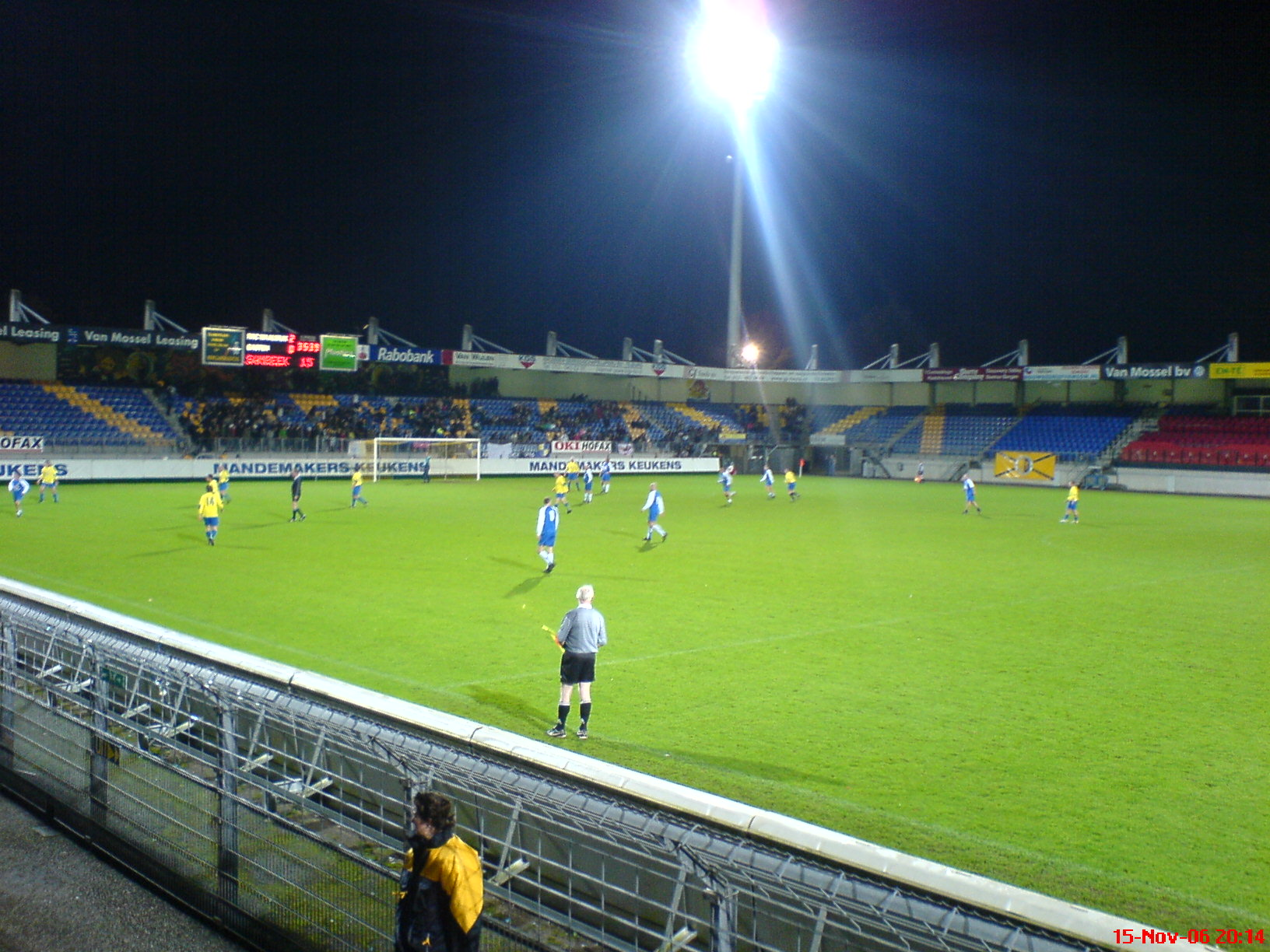
Інтер'єр стадіону Мандемакерс
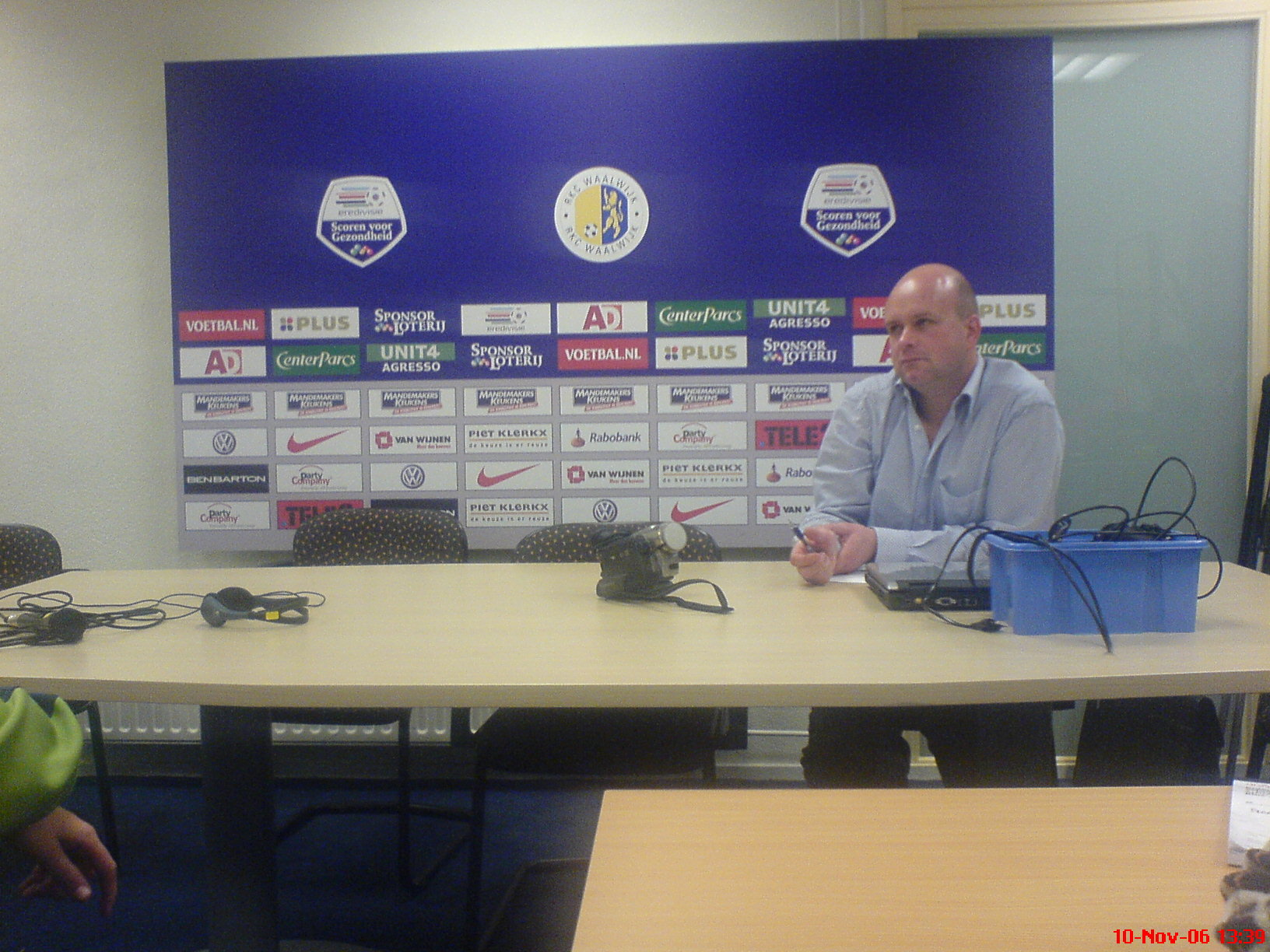
Зал для преси
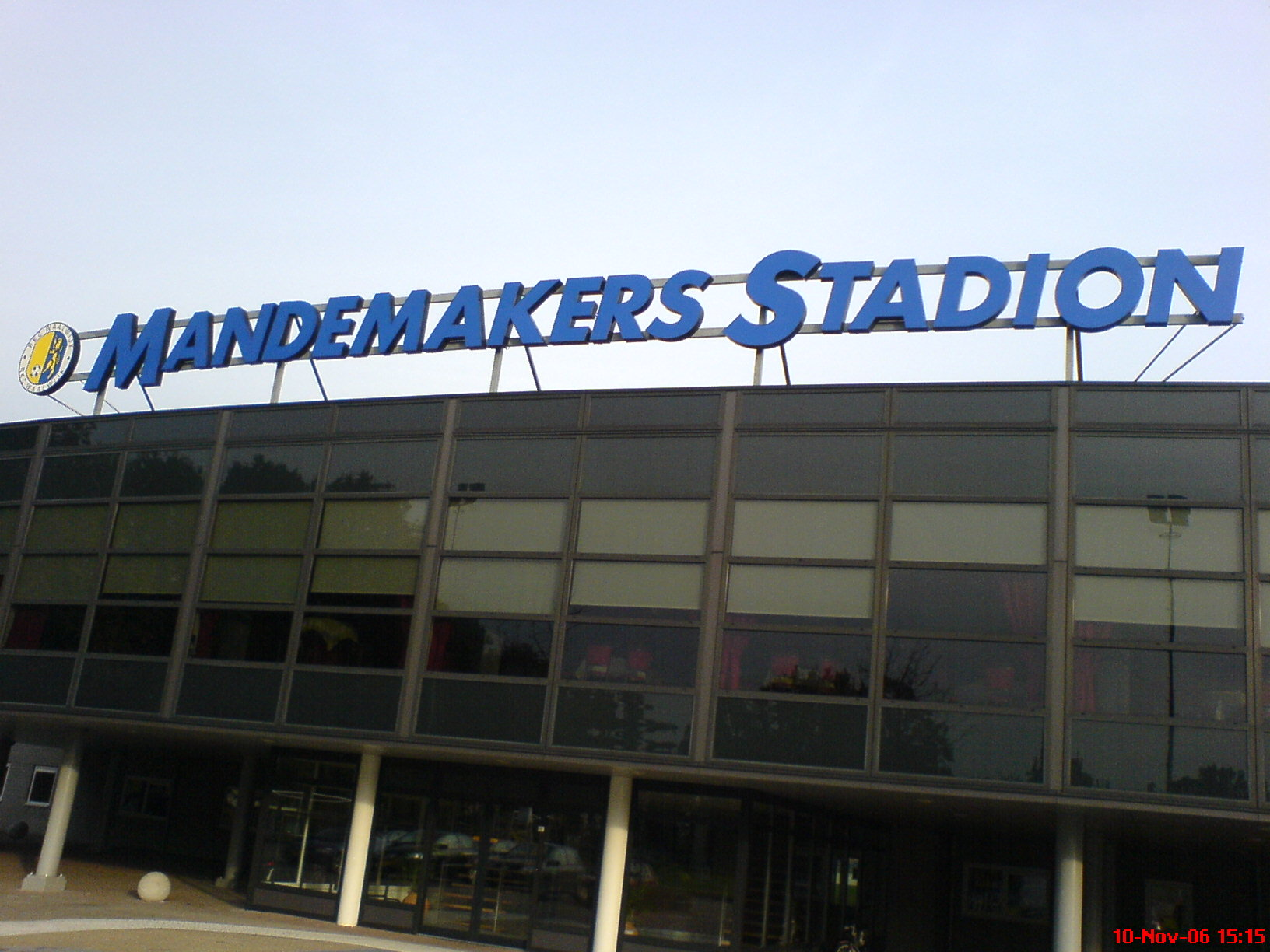
Головний вхід
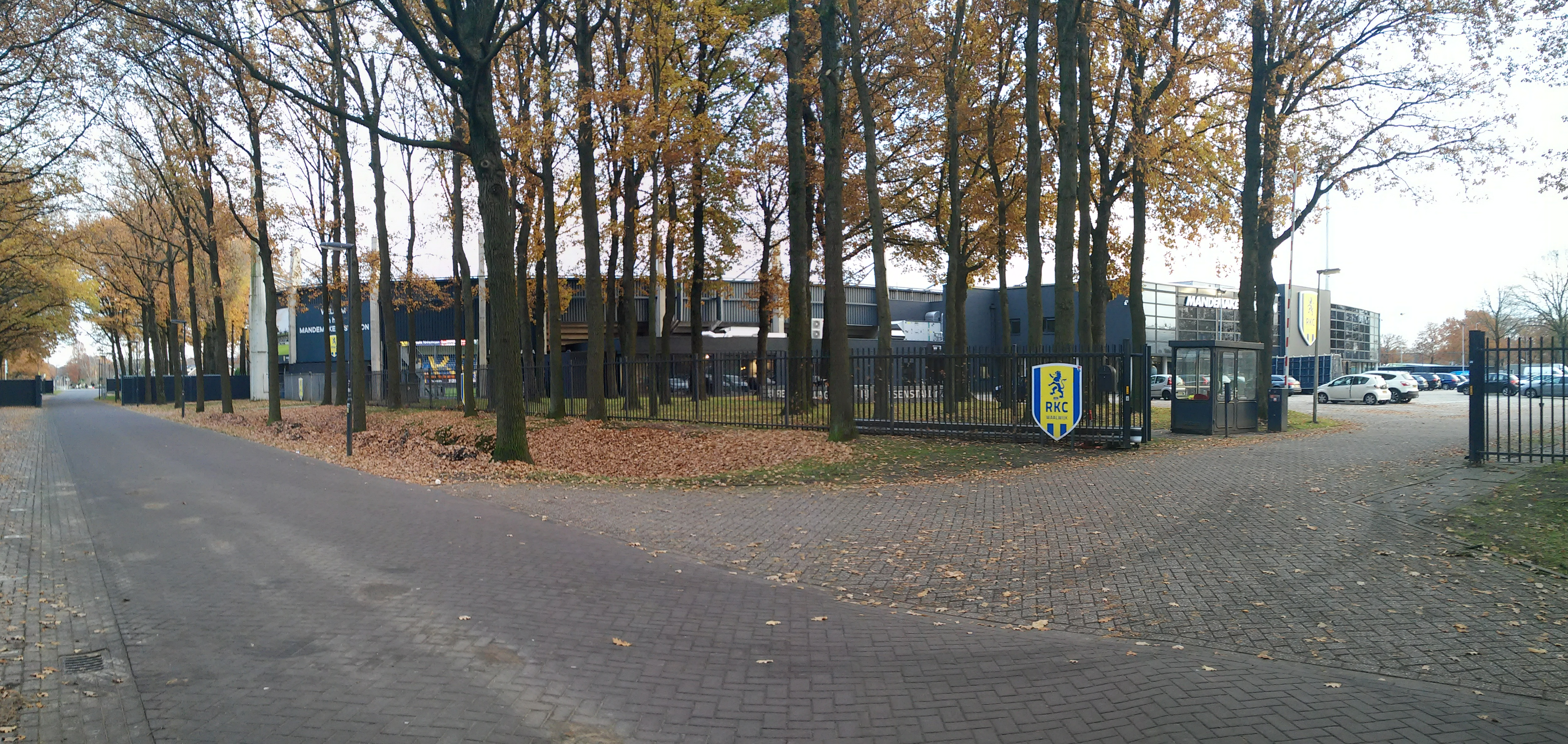
Вхід з Олімпіавег